# Febvin-Palfart
Febvin-Palfart – miejscowość i gmina we Francji, w regionie Hauts-de-France, w departamencie Pas-de-Calais.
Według danych na rok 1990 gminę zamieszkiwały 512 osoby, a gęstość zaludnienia wynosiła 35 osób/km² (wśród 1549 gmin regionu Nord-Pas-de-Calais Febvin-Palfart plasuje się na 775. miejscu pod względem liczby ludności, natomiast pod względem powierzchni na miejscu 134.).